# Te Rangi Hiroa
Pour les articles homonymes, voir Rangi, Peter Buck et Buck.
Te Rangi Hīroa, ou Sir Peter Buck, né vers octobre 1877 et mort le 1er décembre 1951, était un homme politique et anthropologue néo-zélandais. Il était membre de l'iwi maori Ngāti Mutunga.

## Jeunesse et carrière médicale
Fils unique de William Henry Buck et de Ngarongo-ki-tua, Peter Buck est né à Urenui, en Nouvelle-Zélande. Il était membre de l'iwi Ngati Mutunga, de Taranaki, de par sa mère maori. Les anciens de la tribu le renommèrent Te Rangi Hīroa, nom emprunté à un ancêtre renommé. Du côté de son père, il était de descendance anglaise et irlandaise. Il fut élevé principalement au sein de la communauté pakeha (blanche), mais sa mère et sa grand-tante Kapuakore lui enseignèrent l'amour des traditions et de la langue maori.
En 1896, il entra à l'école Te Aute, réputée pour avoir formé de nombreux dirigeants maoris de l'époque. En 1899, il intégra l'école de médecine de l'Université d'Otago. Il y effectua de longues et brillantes études et y fut également remarqué pour ses talents d'athlète; il fut champion de saut en longueur de l'université en 1900 et en 1903. Il fut le premier diplômé maori de cette université.
Il s'associa au Young Māori Party, une association plutôt qu'un parti politique, destinée à la promotion des intérêts des Maori.
En 1905, il épousa Margaret Wilson, immigrée née en Irlande. Cette même année, il fut nommé spécialiste médical auprès des Maori de l'île du Nord, d'abord dans le sud de l'île puis dans le nord, sous les ordres de Maui Pomare. Ensemble, Pomare et Buck contribuèrent à améliorer les conditions sanitaires de petites communautés.

## Carrière politique
En 1909, il fut élu député et conserva son siège jusqu'en 1914. Il devint membre du Comité aux Affaires indigènes. Il s'intéressa aux peuples du Pacifique, et travailla brièvement comme officier médical aux îles Cook et à Niue. Il fut l'auteur de plusieurs ouvrages d'anthropologie et d'ethnologie ayant pour thème les sociétés polynésiennes.
Pendant la Première Guerre mondiale, il aida au recrutement d'un contingent de volontaires maori. Il rejoignit l'armée en tant que médecin. Il participa à la bataille des Dardanelles, et fut décoré de l'Ordre du Service distingué pour héroïsme. Il participa également aux combats en France et en Belgique.
De retour en Nouvelle-Zélande, il fut nommé Chef officier médical pour les Maori, puis, en 1921, directeur du Département d'hygiène maori au sein du Département de la santé du gouvernement.

## Anthropologie
En 1907, Peter Buck devient membre de la Polynesian Society, société savante pour l'étude de la Polynésie. Il s'attache aux théories de Stephenson Percy Smith, aujourd'hui discréditées, sur les origines du peuplement de la Nouvelle-Zélande.
Buck publie bon nombre d'articles sur la culture matérielle des populations autochtones de Nouvelle-Zélande et des îles Cook. Dans les années 1920, il est recruté comme chercheur au Muséum Bishop de Hawai. En 1932, il est nommé professeur visiteur en anthropologie à l'université Yale aux États-Unis. En 1936, il devient directeur du Muséum Bishop. Son ouvrage le plus célèbre, très populaire, est Vikings of the Sunrise en 1938, une vulgarisation des sociétés polynésiennes, de leur organisation sociale et de leurs traditions orales, qui plus tard a contribué à la renaissance culturelle polynésienne. En 1946, il est fait chevalier-commandeur de l'ordre de Saint-Michel et Saint-Georges, en reconnaissance de ses travaux.